# Ojo de Agua de Ballesteros
Ojo de Agua de Ballesteros es una localidad del estado mexicano de Guanajuato. Es parte del municipio de Salvatierra.

## Demografía
| Gráfica de evolución demográfica |
|                                  |

| Censo | Población |
| ----- | --------- |
| 1900  | 194       |
| 1910  | 278       |
| 1921  | 340       |
| 1930  | 461       |
| 1940  | 473       |
| 1950  | 609       |
| 1960  | 862       |
| 1970  | 941       |
| 1980  | 1 259     |
| 1990  | 1 552     |
| 2000  | 1 622     |
| 2010  | 1 764     |
| 2020  | 1 760     |